# Nonnernes Hus
|  | Denne artikel er oprettet af botten PalnaBot ud fra en ekstern database. Den kan derfor have sproglige fejl eller mangler. Denne skabelon kan fjernes efter kontrol af indholdet. |

Nonnernes Hus er en film instrueret af Dorte Høeg Brask.

## Handling
Pigerne er flygtet om natten, stukket af i mørket, og om dagen har de skjult sig i baobabtræernes kroner. Nogle har vandret i flere dage, uden tøj og mad, andre er stærkt mishandlede og forslåede, inden de endelig når Maison de Soeur, Nonnernes hus. En lille oase vokset frem af ingenting i Burkinas tørre bush. Pigerne er flygtet, fordi de skal tvangsgiftes bort med ældre mænd i landsbyerne. Nu er de udstødte og hører ikke hjemme nogle steder. I Nonnernes hus er de beskyttede, mens de venter på, at familien acceptere deres valg. Indtil da beder de til gud og flirter med tanken om den eneste ene ved aftenmessen i kirken'